# Peytoia nathorsti
Peytoia nathorsti es la especie tipo del género Peytoia, un radiodonto que vivió durante el período Cámbrico. Como muchos otros radiodontos, pero a diferencia del famoso Anomalocaris (fósil con el que se relacionó en la época de su descubrimiento), es probable que P. nathorsti tamizara los sedimentos para obtener su alimento en lugar de ser un depredador activo. Tenía dos apéndices con enditos considerados desde hace mucho tiempo como espinas. P. nathorsti tenía el tronco corto, carecía de "abanico caudal" (la cola), y los ojos estaban detrás de la boca, otra razón por la cual algunos científicos no consideran que P. nathorsti fuera un cazador activo.
Se conocen 108 ejemplares de P. nathorsti en el Gran Yacimiento de Filópodos, donde constituyen el 0,21% de la comunidad.

## Descubrimiento e historia
En 1911, el paleontólogo Charles D, Walcott descubrió dos especies: Peytoia nathorsti y Laggania cambria con base en un fósil con forma de disco (que después sería identificado como un cono oral) y a restos del tronco de un animal poco conservado, respectivamente. Walcott interpretó el cono oral como parte de una medusa y el tronco, como un holoturoideo.
En 1978, sin embargo, Simon Conway Morris reconoció que las "partes de la boca" de L. cambria eran casi idénticas al "cuerpo" de P. nathorsti, por lo que sugirió que L. cambria era un fósil compuesto por la esponja Corallia undulata, y de P. nathorsti. Conway Morris consideró a L. cambria como sinónimo de P. nathorsti, y al hacerlo hizo que Peytoia nathorsti fuera el nombre válido entre los sinónimos nombrados simultáneamente.
Posteriormente, estudios realizados en 1985 asignaron la especie P. nathorsti al género Anomalocaris. Sin embargo, tras nuevos aportes a la morfología de estas especies se reasignó al género Peytoia.

## Descripción

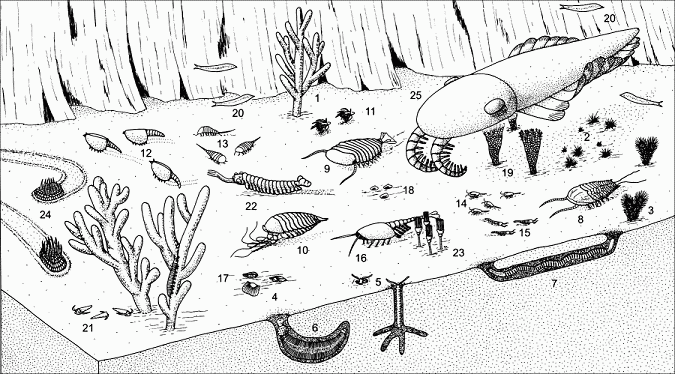
Recreación de algunos organismos cambrianos, donde se muestra a P. nathorsti (Nº 25, reconstrucción del 2014) como el organismo más grande

P. nathorsti es un radiodonto con cuerpo ovalado sin cola especializada. Tiene una forma corporal robusta similar a la de muchas otras especies de Hurdiidae, junto con lóbulos laterales (aletas) bien desarrollados que recuerdan a los de Anomalocaris. La estructura de los apéndices frontales sugiere que, a diferencia de Anomalocaris (que se cree que se alimentaba de pequeños animales nadadores flexibles) y Hurdia (que se cree que se alimentaba de pequeños animales bentónicos rígidos), P. nathorsti podía alimentarse de animales bentónicos más rígidos y grandes.
El espécimen fósil de cuerpo entero más grande que se conoce mide 13 cm, pero si se extrapola el apéndice frontal aislado más grande que se conoce (8,2 cm de longitud externa) a su relación (la longitud del cuerpo es de 3,5 a 3,7 veces la longitud del apéndice frontal), la longitud máxima del cuerpo es de unos 30 cm, más o menos la misma que la de Hurdia.

### Apéndices frontales

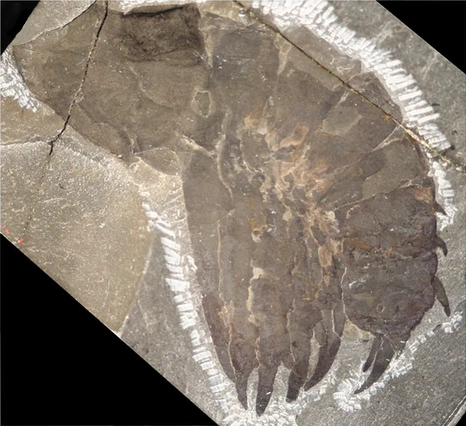
Fósil del apéndice frontal

P. nathorsti presenta dos robustos apéndices frontales parecidos a rastrillos, situados justo antes de la boca, cerca de la punta de la cabeza. Cada apéndice está dividido en doce o más segmentos, con los lados ventrales de los segmentos segundo a sexto curvados medialmente en cinco enditos con ramas grandes y pequeñas (espinas auxiliares) que crecen en el margen anterior. Posee también dos hileras de espinas cortas sobre él, unas encima y otras ubicadas distalmente.

### Cono oral
El "cono oral" de P. nathorsti, órgano bucal situado inmediatamente detrás de los apéndices frontales, es típicamente tetrarradial en Hurdiidae, es decir, cuatro de los 32 dientes radiales están más desarrollados y son más grandes, y están ubicados en forma de cruz, y los 28 dientes restantes, ligeramente más estrechos, están dispuestos de siete a intervalos en cada uno de sus cuatro lados. La superficie es lisa y la abertura del cono oral se abre en un gran cuadrado, cuyo dorso no tiene la estructura múltiple que se observa en Hurdia y Cambroraster. Los dientes más grandes tienen tres espinas mediales y el resto, los dientes más pequeños, tienen dos espinas mediales.
Los especímenes fósiles han conservado dientes de forma circular a casi ovalada/rectangular, siendo la primera la forma mejor conservada y la segunda la deformada durante la fosilización.